# Leimbachstadion
Het Leimbachstadion is een voetbalstadion dat plaats biedt aan zo'n 18.500 toeschouwers in Siegen in de Duitse deelstaat Noordrijn-Westfalen. Het stadion is de thuisbasis van de voetbalclub Sportfreunde Siegen.